# 람메르무어의 루치아

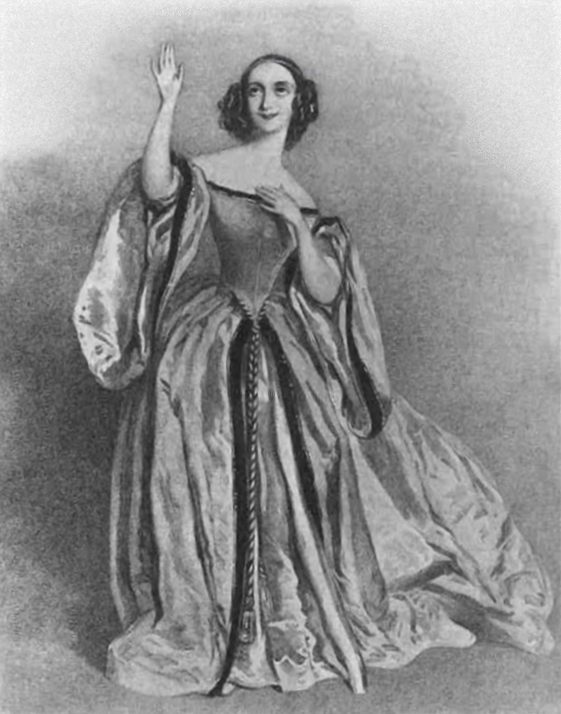

람메르무어의 루치아(이탈리아어: Lucia di Lammermoor, 프랑스어: Lucie de Lammermoor)는 가에타노 도니제티가 작곡한 3막의 서정 비극(tragedia lirica), 또는 비극 오페라이다. 월터 스콧 경의 소설, 《래머무어의 신부(The Bride of Lammermoor)》를 기초로, 살바토레 캄마라노가 이탈리아어 대본을 작성하였다. 1835년 9월 26일 나폴리의 산 카를로 극장에서 초연되었다. 대표적인 벨칸토 오페라 중의 하나로, "Opera America"에 따르면, 북미에서 13번째로 자주 공연되는 오페라이다.

## 등장인물
| 배역                                            | 성악 부분    | 초연시 가수들, 1835년 9월 26일 |
| ----------------------------------------------- | ------------ | ------------------------------ |
| 루치아                                          | 소프라노     | Fanny Tacchinardi Persiani     |
| 엔리코 아시톤, 람메르무어의 지주, 루치아의 형제 | 바리톤       | Domenico Cosselli              |
| 에드가르도, 라벤스우드의 지주                   | 테너         | Gilbert Louis Duprez           |
| 아르투로 푸클라우 경, 루치아의 신랑             | 테너         | Balestrieri                    |
| 라이몬도 비데벤트, 칼뱅교 목사                  | 베이스       | Carlo Ottolini Porto           |
| 알리사, 루치아의 단짝 친구                      | 메조소프라노 | Teresa Zappucci                |
| Normanno, huntsman, a retainer of Enrico        | 테너         | Anafesto Rossi                 |
| Retainers and servants, wedding guests          |              |                                |

## 줄거리
엔리코 아스톤 공은 점점 기울어져 가는 가세(加勢)를 바로잡기 위해 그의 누이동생인 루치아를 돈많은 아르투로의 아내가 되게 하려고 계획하고 있다. 그러나 루치아는 자기집과는 선조대대로 원수지간인 에드가르도와 이미 사랑하고 있는 사이였다. 이런 관계를 눈치챈 오빠는 에드가르도로부터 오는 사랑의 편지를 중간에서 받아가지고 그내용을 바꾸어 전하는 등 방해를 한다. 이런 사실을 모르는 루치아는 마음이 변한 에드가르도를 원망한 나머지 오빠가 강요하는 아르투로에게 마음에도 없는 약혼을 승락하고 만다. 그리하여 피로연 석상에서 루치아는 결혼증서에 서명한다. 얼마 후 뜻밖에도 에드가르도가 나타나 루치아의 마음을 돌아서게 한다. 에드가르도는 성에서 쫓겨나고, 루치아는 비관하여 절망한 나머지 그만 신랑을 찔러 죽이고 자신도 자살하고 만다. 에드가르도 또한 이 비극에 상심하고 괴로움에 못이겨 루치아의 무덤에 가서 자결하고 만다는 비극적인 줄거리로 되어 있다.

### 1막
- 1장:라벤스우드 성의 정원

합창이 벌어지는 가운데 사냥을 알리는 경쾌한 전주로 레이븐스우드 성의 지휘관 노르만도와 사냥복을 입은 신하들이 나타난다. 신하들은 말을 탄 이상한 기사가 산림에 숨어 있는 것을 의심하여 그 주변을 수색하기 위해 숲속으로 달려간다. 성주인 엔리코가 루치아의 가정교사인 라이몬드를 데리고 등장한다. 엔리코는 정치적인 야심으로 음모에 가담했기 때문에 자신의 정치적인 야심을 계속하기 위해서는 전부터 루치아를 사모하고 있는 아르투로와 정략 결혼시키려고 하는 것이다.
엔리코는 라이몬드에게 루치아가 아르투로와 결혼을 울면서 거절했다고 화를 내므로, 라이몬드는 루치아가 지금까지도 어머니의 죽음을 슬퍼하고 있기 때문이라고 변명한다. 그 소리를 듣고 있던 노르만도는 무서운 비밀이라 하면서「루치아는 대대의 원수인 에드가르도와 비슷한 기사와 비밀리에 만난다」고 사실을 폭로한다. 엔리코는 이 말에「너는 무서운 꿈에도 있을 수 없는 일로 내 가슴의 눈을 뜨게 했도다(Cruda funesta smania)」하며 격분한다.
바로 이때 부하들이 돌아와 산림에 들어온 괴상한 기사는 에드가르도라고 하여 앞서 노르만도가 한말을 증명한다. 엔리코는 라이몬드의 만류하는 말도 뿌리치고 신하들과 함께「그의 피로 내가슴의 분노를 씻어라」하면서 복수할 것을 맹세한다.
- 2장:성 옆으로, 정원 입구에 샘가

장면은 바뀌어 레이벤즈 성 안의 조그만 공원 옆 입구로 때는 달밝은 밤이다. 루치아는 시녀 알리사와 함께 에드가르도를 기다린다. 비밀을 알고 있는 알리사는 그 사랑은 위험하다고 말하지만 사랑에 취한 그녀에게는 아무것도 들리지 않는다.
루치아는 분수를 바라보며, 예전에 한 시녀가 성주를 연모하다 뜻을 이루지 못해 저 물에 몸을 던져 죽었다는데 그 여인의 흔드는 손이 보인다 하면서「깊은 침묵은 밤을 덮는다(Regnava nel silenzio)」라는 아리아를 부른다. 알리사가 그녀를 위로하자, 루치아는 사랑하는 사람이 오면 무섭지 않을 것이라면서「Quando rapito in estasi」를 부르자 에드가르도가 탄 말이 가까이 오므로 알리사는 먼저 안으로 들어간다. 말을 타고 나타난 에드가르도는 늦은 이유를 말한다. 그리고 오늘밤 정치적인 특별 임무를 띠고 프랑스로 떠나는 것을 그녀에게 알릴 때, 루치아는 오빠와 화해하여 두 사람의 결혼을 부탁하자고 해도 에드가르도는 아버지를 죽이고 성마저 빼앗은 엔리코와 화해할 수 없다고 한다. 그러나 가지고 온 결혼 반지를 끼어 주며 분노를 진정시키고, 영원히 변함없이 사랑하라는 사랑의 2중창을 부른 후 급히 떠난다.

### 2막
- 1장:라벤스우드 성안, 아시톤 경의 방

엔리코와 그의 심복인 노르만도가 루치아를 설복시키기 위해 한 꾀를 꾸며댄다. 그것은 프랑스로 간 에드가르도가 사랑을 끊겠다는 뜻의 거짓 글을 보여 낸 것처럼 그 편지를 루치아에게 주자는 내용이었다. 바로 그때 루치아가 여윈 얼굴로 들어 오자 엔리코는 몸조심하라고 말하지만, 그녀는 근심 띤 얼굴로「소름끼치는 창백한 빛이 내 얼굴을 덮고 있습니다(Il pallor funesto orrendo)」라고 마음의 고통을 오빠에게 호소한다. 엔리코는 오히려 에드가르도와 사랑을 끊으라고 하나, 루치아가 듣지 않으므로 엔리코와 노르만도가 만든 거짓 편지를 그녀에게 준다. 루치아는 사랑을 배신한 그 편지를 보고「눈물에 젖어 괴로움에 시달리면서 희망과 생명도 사랑에만 걸고 있었는데(Soffri va nel pianto....)」하면서 비통한 소리로 쓰러져 운다. 이 틈을 탄 엔리코는 루치아에게 궁정의 세력가 아르투로와의 결혼을 거절한다면 나의 정치적 생명을 잃으며, 사형을 당하게 된다고 설득시킨다. 그래도 그녀는 듣지 않고 에드가르도와의 결혼을 탄원하므로 엔리코는 거절하면서 나가 버린다. 이 광경을 숨어서 본 라이몬드가 근심어린 빛으로 나와 루치아에게 급히 간다. 그리하여 그는 에드가르도에게서 온 답장을 도중에서 빼앗긴 듯하다는 소식을 전해 주며, 이제는 양보할 수 밖에 없다고 루치아에게 권면한다.
- 2장:성안의 홀

장면은 바뀌어 람메르무어 성 안의 호화로운 호올에서 벌어지는 파티 장면이다. 기사와 귀족들이 합창으로 아르투로를 환영하는데, 그는「비통의 그늘은 사라지고 별빛은 빛난다(Per poco frale tenebre......)」라고 대답한다.루치아와 아르투로의 결혼식이 열린다. 신부의 몸차림을 한 루치아가 시녀 알리사와 가정교사인 라이몬드의 부축으로 울면서 나오다가 쓰러진다. 이 광경에 당황한 엔리코는 그녀의 탄식은 죽은 어머니 때문이라고 하면서 아르투로에게 얼버무리고 루치아에게 결혼서약서에 서명할 것을 강요한다. 루치아는 오빠가 처해 있는 어려움과, 연인의 비신을 둘러싸고 마음이 흩어져 그냥 서명해 버리는데 엔리코는 이에 만족해 한다. 이때 갑자기 테라스를 통해 검은 망토를 입은 기사가 나타나는데, 바로 그가 프랑스에서 돌아온 에드가르도였다. 그는 이 밤의 결혼식을 방해하고, 루치아를 데리고 가려 한 것이었다. 기사들은 이에 분개하여 에드가르도를 에워싸고 칼을 뽑자 라이몬드가 조용히 해결하자고 하면서 말려도 엔리코와 에드가르도는 듣지 않고 서로 검을 뺀다. 그 순간에「나를 붙드는 것은 누구인가(Chimi frenain tal momento......)」로 시작하여 그 유명한 6중창이 벌어진다. 라이몬드는 이 위기를 피하기 위해 결혼서약서를 에드가르도에게 보여 준다. 그는 루치아의 서명을 보고 배신함을 저주하면서 반지를 돌려 보낸다. 두려움과 놀아움에 넋을 잃은 루치아도 자기 손에서 반지를 빼자, 에드가르도는 그것을 빼앗는다. 이때 에드가르도는 격분한 나머지 자기의 반지를 마루에 집어 던지고 칼을 빼들며 루치아와 그녀의 가족을 저주하며 퇴장한다.

### 3막
- 1장:The Wolf's Crag

밖에는 무서운 천둥이 치는 폭풍우의 밤이다. 막이 열리자 램프불 아래 에드가르도가 앉아서 실연을 회상하며 슬픈 운명을 비탄하고 있다. 그때 결혼식 침입에 대해 격분한 엔리코는 망토를 입고 찾아와 내일 해뜰 무렵에 레이븐스우드의 묘지에서 결투할 것을 신청한다.
- 2장:라벤스우드 성안의 홀

장면은 다시 결혼식의 밤으로 바뀐다. 신부와 신랑이 퇴장한 후에도 피로연에 참가한 많은 사람들이 즐겨 마시며 축하의 합창이 계속 벌어진다. 그곳에 참담한 모습으로 라이몬드가 나타나 루치아가 침실에서 아르투로를 칼로 찔러 죽였다는 것을 알린다. 바로 그때 흰 잠옷을 입은 루치아가 머리를 흐트러 뜨리고 죽은 사람과 같이 창백한 얼굴로 나타난다.
여기서 유명한 아리아인「님의 목소리 내마음 속에 스며서 감도네(Il dolce suono micolpi.....)」라는 일명 광란의 아리아 (Mad scene)를 노래한다. 그녀의 노래는 듣는 사람으로 하여금 동정을 갖게 하였고, 오빠인 엔리코도 후회하는 빛을 보인다. 그도 루치아의「사랑의 눈물이 흘러 세상 위에 넘치네」라는 애절한 말을 듣고 그 정경에 괴로워한다.
- 3장:라벤스우드가의 묘지

장면은 다시 묘지로 변하여 깊은 밤중이다. 에드가르도는「내 조상의 무덤이여! 불행한 집안에 남겨진 최후의 이 몸도 들여 보내 주소서(Tombe degliavi miei)」라면서 엔리코의 칼에 죽는 것을 각오하고 있다. 계속해서「세상과 마지막 작별이오. 저 무덤은 나를 맞아 주고 덮어 주리라(Fra poco a me ricovero)」라는 아리아를 부른다. 성에서 나온 기사들이 지나가며 루치아가 죽었다는 것을 알려 준다. 에드가드로는 루치아의 얼굴을 한번이라도 보러 가려는데 라이몬드가 와서 그녀의 죽음을 알린다. 그는 자기의 얕은 생각이 이같은 불행을 낳게 되었다고 슬퍼하며「날개를 펴고 하늘로 간 그대여(Tu che a Dio spiegasti......)」를 노래한다. 그리고 애인의 죽음과 자기의 비운을 탄식하며 자결하고 만다. 이때 에드가르도의 죄를 용서하라는 일동의 합창이 끝난 후 막이 내린다.

## 유명한 아리아
- 황홀한 기쁨에 젖었을 때 Quando rapito in estasi (소프라노)
- 광란의 장면 Scena della pazzia (소프라노)
- 저 무덤은 나를 맞아 주고 덮어 주리라 Fra poco a me ricovero (테너)

## 음악 듣기
람메르무어의 루치아, 서곡